# Tell Abu Hureyra
Tell Abu Hureyra war eine epipaläolithisch-neolithische Siedlung im heutigen Syrien. Sie lag etwa 120 km östlich von Aleppo am rechten, südlichen Ufer des Euphrat. Die Siedlungsreste wurden 1972/1973 von Andrew Moore in einer Notgrabung freigelegt, unmittelbar vor ihrer Überflutung durch den Assad-Stausee.

Lage

Hier konnten mehrere Siedlungsphasen nachgewiesen werden:
- Schichten des Natufien, 11.500–10.000 BP (Abu Hureyra 1). Die Siedlung in der insgesamt kaum mehr als 100 bis 200 Menschen gelebt haben dürften, bestand aus wenigen eingetieften runden Hütten aus Holz und anderem vergänglichen Material. Diese wurden später durch ebenerdige Bauten ersetzt. Die Siedlung scheint das ganze Jahr über bewohnt gewesen zu sein. Die Bewohner waren anfangs noch Jäger und Sammler und ernährten sich zum Großteil von Gazellen sowie Wildgetreide. Gesammelt wurden unter anderem Nüsse und die Samen von Binsen (Scirpus maritimus/tuberosus), wilde Linsen, wilde Pistazien (Pistacia atlantica) und Gänsefußgewächsen. 
 Das Abwandern von Wildtieren und das Verschwinden vieler Pflanzen beim Klimawechsel (Jüngere Dryas) zwang die Bewohner vielleicht dazu, Pflanzen wie Roggen (Secale cereale L. subsp. vavilovii (Grossh.) Zhuk. oder S. iranicum Kobyl.) zu domestizieren, der zuvor nicht angebaut wurde. Die Körner wurden AMS-datiert. Damit begann die Jungsteinzeit in der Levante.
- Zwischenperiode, 10.000–9.400 BP mit leicht gebauten Häusern, die denen von Abu Hureyra 1 ähnelten.

## Schmelzglas aus Abu Hureyra

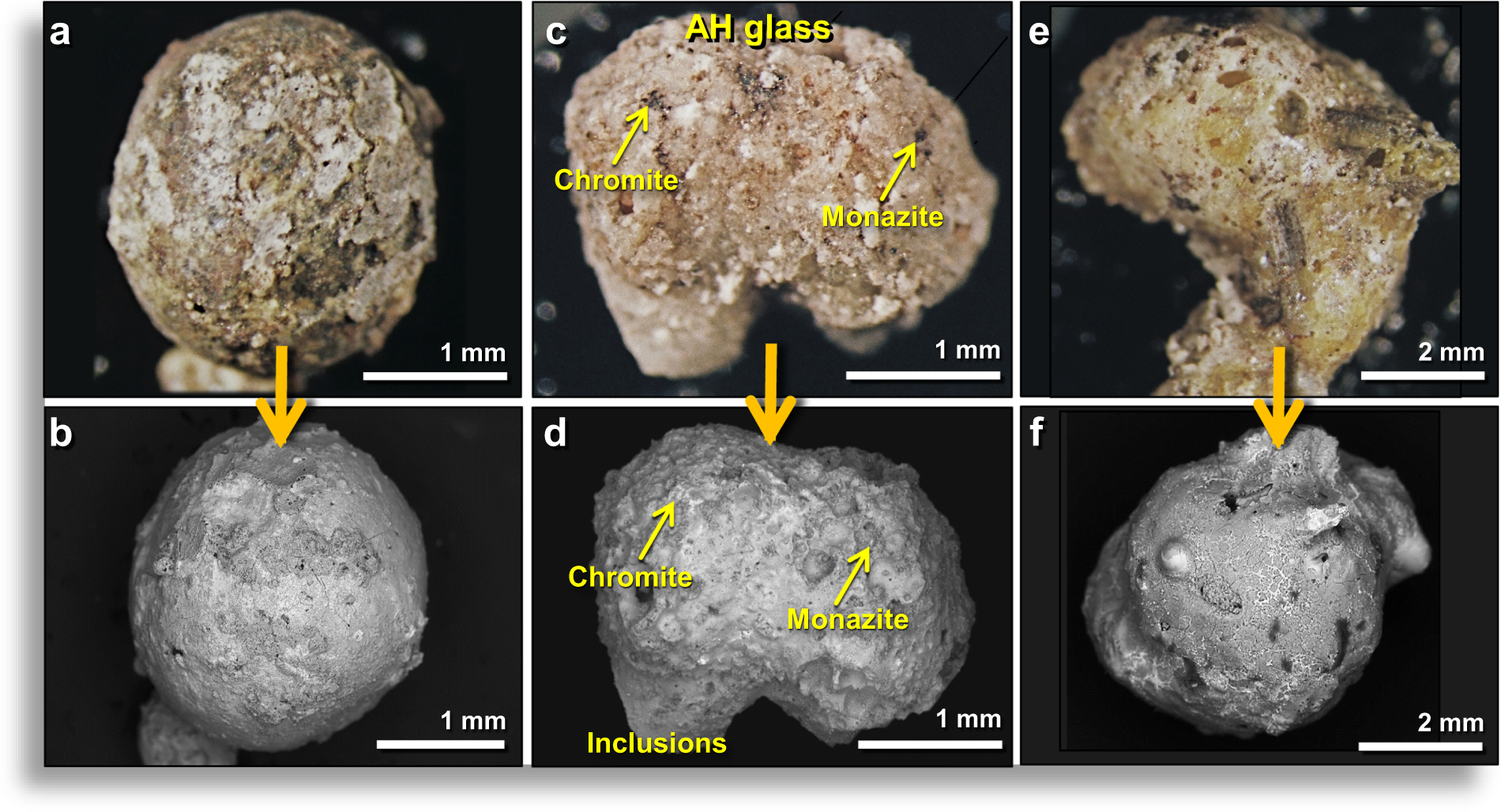
Schmelzglas aus Abu Hureyra

Seit etwa 2012 haben Moore und andere Artikel veröffentlicht, in denen sie über Holzkohle, Mikrokügelchen, Nanodiamanten und Schmelzglas sowie hohe Konzentrationen von Iridium, Kobalt, Nickel und Platin in Abu Hureyra berichten, die sie auf einen Einschlag zurückführen, der das Gebiet um 10.800 v. Chr. zerstörte. 
- Die zweite Siedlung (Abu Hureyra 2), die nach einer Siedlungslücke von einigen Jahrtausenden entstand (9.400–7.000 BP), war in etwa zehnmal so groß wie die erste und gehört mit 15 Hektar Fläche zu den größten Siedlungen jener Zeit. Sie bestand aus rechteckigen Lehmziegelhäusern. Die menschlichen Knochen deuten auf schwere körperliche Arbeit hin, vermutlich das Bestellen von Feldern. Angebaut wurden Emmer, Saatweizen, Hartweizen, Gerste, Kichererbsen und Saubohnen. Etwa um 5900/5800 v. Chr. wurde die Siedlung verlassen.